# مارثا زيلر
مارثا زيلر (بالإسبانية: Martha Zeller)‏ هي مغنية مكسيكية، ولدت في 14 مارس 1918 في باتشوكا في المكسيك، وتوفيت في 6 سبتمبر 2014 في مدينة فيراكروز في المكسيك.

## وصلات خارجية
- مارثا زيلر على موقع IMDb (الإنجليزية)